# Hong Hyun-mok
Hong Hyun-mok (koreanisch 홍현목; * 27. April 1986 in Seoul) ist ein südkoreanischer Eishockeyspieler, der seit 2007 bei Anyang Halla in der Asia League Ice Hockey unter Vertrag steht.        

## Karriere
Hong Hyun-mok begann seine Karriere als Eishockeyspieler in der Mannschaft der Yonsei-Universität, für die er von 2006 bis 2008 aktiv war. Anschließend unterschrieb der Verteidiger bei Anyang Halla aus der Asia League Ice Hockey, blieb jedoch in der Saison 2008/09 noch ohne Einsatz, ehe er in der Saison 2009/10, seinem Rookiejahr im professionellen Eishockey, erstmals mit seiner Mannschaft Asia-League-Meister wurde. Zu diesem Erfolg trug der Nationalspieler drei Toren und fünf Vorlagen in insgesamt 45 Spielen bei. In der Saison 2010/11, welche aufgrund des Tōhoku-Erdbebens vorzeitig beendet wurde, gewann er mit seiner Mannschaft erneut den Meistertitel der Asia League Ice Hockey.    

### International
Für Südkorea nahm Hong Hyun-mok an der C-Weltmeisterschaft 2007 und der B-Weltmeisterschaft 2010 teil. 

## Erfolge und Auszeichnungen
- 2007 Bronzemedaille bei den Winter-Asienspielen
- 2007 Aufstieg in die Division I bei der Weltmeisterschaft der Division II
- 2010 Meister der Asia League Ice Hockey mit Anyang Halla
- 2011 Meister der Asia League Ice Hockey mit Anyang Halla

## Asia-League-Statistik
(Stand: Ende der Saison 2011/12)